# Bianca di Francia (duchessa d'Orléans)
Bianca di Francia (Châteauneuf-sur-Loire, 1º aprile 1328 – Vincennes, 8 febbraio 1393) è stata una principessa francese, Duchessa d'Orléans come consorte di Filippo di Valois. Figlia postuma di Carlo IV di Francia, fu l'ultima esponente del ramo principale dei Capetingi.

## Biografia
Dopo due anni di regno, Carlo IV il Bello, senza discendenza legittima nonostante i suoi due precedenti matrimoni con Bianca di Borgogna e Maria di Lussemburgo, si risposò con sua cugina Giovanna d'Évreux, il 5 luglio 1324. La nuova consorte partorì due figlie: Giovanna (prima del 21 luglio 1325 - prima del 16 gennaio 1327), e Maria, nata nell'ottobre del 1326. L'usanza di escludere le donne della successione al trono di Francia, adottata nel 1316 dopo la morte di Giovanni I il Postumo, formalizzata successivamente come legge salica, impediva alle due figlie di Carlo di succedergli sul trono. Verso la fine del 1327, la regina era per la terza volta incinta, ma Carlo si spense il 1º febbraio successivo, prima che la moglie partorisse.
Alla morte del re, suo cugino Filippo di Valois assunse la reggenza del regno in attesa del parto della regina. Due mesi dopo, il 1º aprile 1328, a Châteauneuf-sur-Loire, Giovanna d'Évreux diede alla luce una figlia, chiamata Bianca. 
In virtù del precedente instaurato nel 1316, Filippo di Valois, ignorando gli eventuali diritti di Maria e Bianca, le due figlie sopravvissute di Carlo IV, rivendicò la corona in quanto parente maschio più vicino al defunto re. Il Conte di Valois fu immediatamente riconosciuto e incoronato Re di Francia come Filippo VI.
Nonostante ciò, la regina vedova Giovanna rivendicò per le sue figlie il trono di Navarra, che però era stato ceduto a Giovanna II, figlia di Luigi X, i cui diritti di successione, in precedenza, erano stati usurpati dagli zii Filippo V e Carlo IV. Allo scopo di cessare le pretese di Giovanna d'Évreux, Giovanna II di Navarra e suo marito Filippo III (quest'ultimo fratello di Giovanna d'Évreux) proposero, nel giugno del 1328, di comprare i suoi diritti concedendole una rendita annuale di 5000 lire tornesi. Tuttavia, le negoziazioni si prolungarono più del previsto, e Giovanna arrivò a reclamare, nel 1335, una somma di 6000 lire. Infine, nell'aprile del 1342, Filippo VI pose fine alla questione offrendo a Giovanna 1000 lire di differenza.
Il 18 gennaio 1345, Filippo VI diede Bianca in sposa al suo figlio cadetto Filippo, duca d'Orléans e di Turenna, conte di Valois e di Beaumont-le-Roger, probabilmente con lo scopo di neutralizzare le possibili rivendicazioni al trono di Navarra che un altro consorte avrebbe potuto sollevare. Più giovane di Bianca di otto anni, Filippo non le darà alcun figlio, anche se avrà alcuni figli illegittimi. Dopo la cattura di Filippo da parte degli inglesi nella battaglia di Poitiers (19 settembre 1356), fu Bianca a governare i suoi possedimenti fino alla sua liberazione a seguito del trattato di Brétigny (24 ottobre 1360).
Anche dopo la morte del marito nel 1375, Bianca di Francia rimase un membro attivo della famiglia reale. Il 2 ottobre 1380, fu presente, al Palais de la Cité, alla proclamazione della fine della reggenza del giovane Carlo VI e, il 14 febbraio 1383, si rivolse al re chiedendo di mostrare clemenza nei confronti del popolo in rivolta.. In occasione dell'incoronazione di Isabella di Baviera (23 agosto 1389), le vendette un suo abito di velluto e accompagnò re Carlo insieme a sua cugina Bianca di Navarra.
Bianca morì l'8 febbraio 1393 e fu tumulata nella necropoli reale della basilica di Saint-Denis. Il suo cuore fu collocato nella Cattedrale di Orléans e le sue viscere nell'abbazia di Pont-aux-Dames. La sua tomba a Saint-Denis fu profanata il 19 ottobre 1793 dai rivoluzionari.

## Ascendenza
|                       |                        |                        | Genitori                        |  |  | Nonni |  |  | Bisnonni               |  |  | Trisnonni           |  |
|                       |                        |                        |                                 |  |  |       |  |  | Filippo III di Francia |  |  | Luigi IX di Francia |  |
|                       |                        |                        |                                 |  |  |       |  |  | Filippo III di Francia |  |  | Luigi IX di Francia |  |
|                       |                        | Margherita di Provenza |                                 |  |  |       |  |  | Filippo III di Francia |  |  |                     |  |
| Filippo IV di Francia |                        |                        |                                 |  |  |       |  |  | Filippo III di Francia |  |  |                     |  |
|                       |                        | Isabella d'Aragona     | Giacomo I d'Aragona             |  |  |       |  |  |                        |  |  |                     |  |
|                       |                        | Isabella d'Aragona     | Giacomo I d'Aragona             |  |  |       |  |  |                        |  |  |                     |  |
|                       |                        | Isabella d'Aragona     | Iolanda d'Ungheria              |  |  |       |  |  |                        |  |  |                     |  |
| Carlo IV di Francia   |                        | Isabella d'Aragona     |                                 |  |  |       |  |  |                        |  |  |                     |  |
|                       |                        | Enrico I di Navarra    | Tebaldo I di Navarra            |  |  |       |  |  |                        |  |  |                     |  |
|                       |                        | Enrico I di Navarra    | Tebaldo I di Navarra            |  |  |       |  |  |                        |  |  |                     |  |
|                       |                        | Enrico I di Navarra    | Margherita di Borbone-Dampierre |  |  |       |  |  |                        |  |  |                     |  |
| Giovanna I di Navarra |                        | Enrico I di Navarra    |                                 |  |  |       |  |  |                        |  |  |                     |  |
|                       |                        | Bianca d'Artois        | Roberto I d'Artois              |  |  |       |  |  |                        |  |  |                     |  |
|                       |                        | Bianca d'Artois        | Roberto I d'Artois              |  |  |       |  |  |                        |  |  |                     |  |
|                       |                        | Bianca d'Artois        | Matilde di Brabante             |  |  |       |  |  |                        |  |  |                     |  |
| Bianca di Francia     |                        | Bianca d'Artois        |                                 |  |  |       |  |  |                        |  |  |                     |  |
|                       | Filippo III di Francia | Luigi IX di Francia    |                                 |  |  |       |  |  |                        |  |  |                     |  |
|                       | Filippo III di Francia | Luigi IX di Francia    |                                 |  |  |       |  |  |                        |  |  |                     |  |
|                       | Filippo III di Francia | Margherita di Provenza |                                 |  |  |       |  |  |                        |  |  |                     |  |
| Luigi d'Évreux        | Filippo III di Francia |                        |                                 |  |  |       |  |  |                        |  |  |                     |  |
|                       |                        | Maria di Brabante      | Enrico III di Brabante          |  |  |       |  |  |                        |  |  |                     |  |
|                       |                        | Maria di Brabante      | Enrico III di Brabante          |  |  |       |  |  |                        |  |  |                     |  |
|                       |                        | Maria di Brabante      | Alice di Borgogna               |  |  |       |  |  |                        |  |  |                     |  |
| Giovanna d'Évreux     |                        | Maria di Brabante      |                                 |  |  |       |  |  |                        |  |  |                     |  |
|                       |                        | Filippo d'Artois       | Roberto II d'Artois             |  |  |       |  |  |                        |  |  |                     |  |
|                       |                        | Filippo d'Artois       | Roberto II d'Artois             |  |  |       |  |  |                        |  |  |                     |  |
|                       |                        | Filippo d'Artois       | Amicie de Courtenay             |  |  |       |  |  |                        |  |  |                     |  |
| Margherita d'Artois   |                        | Filippo d'Artois       |                                 |  |  |       |  |  |                        |  |  |                     |  |
|                       |                        | Bianca di Bretagna     | Giovanni II di Bretagna         |  |  |       |  |  |                        |  |  |                     |  |
|                       |                        | Bianca di Bretagna     | Giovanni II di Bretagna         |  |  |       |  |  |                        |  |  |                     |  |
|                       |                        | Bianca di Bretagna     | Beatrice d'Inghilterra          |  |  |       |  |  |                        |  |  |                     |  |
|                       |                        | Bianca di Bretagna     |                                 |  |  |       |  |  |                        |  |  |                     |  |